# Jizz in My Pants
Jizz in My Pants (J*** in My Pants, censurerad version) är en singel av gruppen The Lonely Island. Den spelades första gången på TV-showen Saturday Night Live 6 december 2008 och är den första singeln med musikvideo från The Lonely Islands debutalbum, Incredibad. Den officiella uppladdningen av "Jizz in My Pants" på Youtube har setts över 140 miljoner gånger.